# Sphagnum ehyalinum
Sphagnum ehyalinum là một loài rêu trong họ Sphagnaceae. Loài này được A.J. Shaw & Goffinet mô tả khoa học đầu tiên năm 2000.